# Tía Juana
Tía Juana é uma cidade venezuelana, capital do município de Simón Bolívar (Zulia).